# Thomas Anderson (seglare)
Thomas Anderson, född den 24 juli 1939 i Sydney och död den 28 juli 2010, var en australisk seglare.
Han tog OS-guld i drake i samband med de olympiska seglingstävlingarna 1972 i München.